# Too Close to Touch
Too Close to Touch is een Amerikaanse rockband afkomstig uit Lexington, Kentucky.

## Biografie
De band werd opgericht in 2012. Jaren eerder, in 2008, speelden gitarist Mason Marble en drummer Kenneth Downey al samen in de kelder van Downey, maar het was pas jaren later, toen ze hun hobby wat serieuzer wilden nemen, dat ze een band besloten op te richten. Uiteindelijk werden Keaton Pierce, Thomas Kidd en Travis Moore gerekruteerd: Too Close to Touch was geboren.
In 2014 tekende de band een contract bij Epitaph Records, via wie ze datzelfde jaar nog hun zelf-getitelde debuut-ep de wereld in brachten. Ter promotie van hun ep toerde de band als voorprogramma van Emarosa. Een jaar later bracht de band in samenwerking met producer Erik Ron hun debuutalbum Nerve Endings uit. Ter promotie toerde de band de rest van 2015 extensief met bands als I Prevail, Hands Like Houses en I the Mighty.
In 2016 was de band onderdeel van de Warped Tour, waar ze op de Cyclops Stage stonden. Later dat jaar wonnen ze Music Award for Best Underground Band, een prijs die werd uitgereikt door Alternative Press. Ook bracht de band dat jaar hun tweede album, Haven't Been Myself uit.
Op 17 april 2018 maakte de band bekend dat gitarist Thomas Kidd en bassist Travis Moore de band zouden verlaten. De andere drie bandleden gaven aan de band voort te zetten als trio. Een jaar later brachten zij over de loop van 2019 als trio een driedelige ep-serie uit.

## Bezetting
Huidige leden
- Kenneth Downey – drums, percussie (2013–heden)
- Mason Marble – gitaar (2013–heden), bas (2018–heden)

Voormalige leden
- Thomas Kidd – leadgitaar (2013–2018)
- Travis Moore – bas (2013–2018)
- Keaton Pierce – leadzang (2013–2022), overleden 26 maart 2022

Tijdlijn

## Discografie
Studioalbums
- Nerve Endings (2015)
- Haven't Been Myself (2016)

Ep's
- Too Close to Touch (2014)
- I'm Hard To Love, But So Are You, Vol. 1 (2019)
- I'm Hard To Love, But So Are You, Vol. 2 (2019)
- I'm Hard To Love, But So Are You, Vol. 3 (2019)
- For Keeps (2024)